# Pierre Schneyder

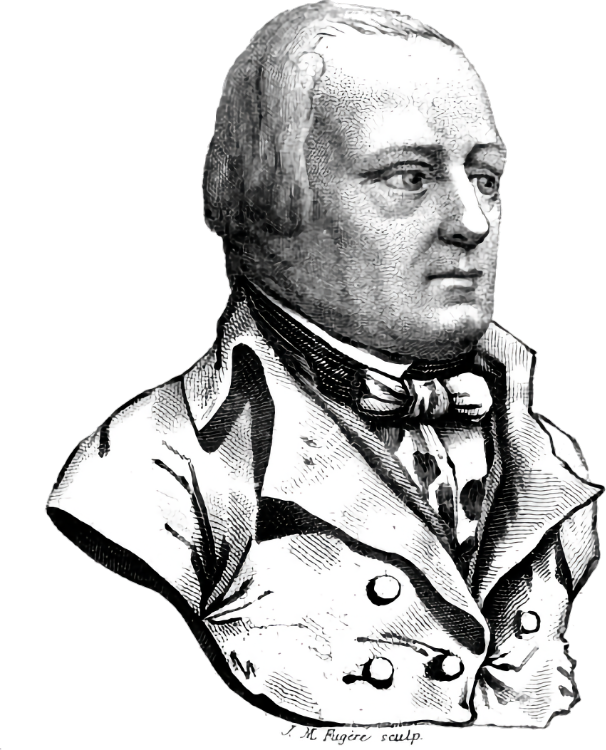
Pierre Schneyder

Pierre Schneyder (* 1733 in Heringen/Helme wohl als Peter Schneider oder  Peter Schneyder; † 20. Januar 1814 in Vienne, Frankreich) war ein deutsch-französischer Maler und Archäologe.

## Leben
Er arbeitete seit seiner Jugend an einem der zahlreichen Bauprojekte des Fürstbischofs und Kurfürsten Clemens August von Bayern mit und konnte sich dank dessen Förderung in Paris in Malerei und Architektur unterrichten lassen. Er sollte mit der Unterstützung des Kurfürsten in Rom die künstlerische Ausbildung fortsetzen, doch erhielt er im Jahr 1761 unterwegs in den Süden, als er sich in der französischen Stadt Vienne an der Rhone aufhielt, die Nachricht vom Tod des Gönners.
In der alten Stadt Vienne entdeckte Schneyder dank seiner architekturgeschichtlichen Erfahrung zahlreiche Überreste antiker Bauten, die vorher der Altertumsforschung offenbar noch kaum bekannt waren. Er begann damit, die Monumente aus römischer Zeit zeichnerisch zu dokumentieren, und dabei erfuhr er die Unterstützung interessierter Personen aus der Bürgerschaft und seitens der Stadtverwaltung von Vienne. Er erhielt eine Anstellung als Zeichenlehrer an der 1775 eingerichteten königlichen Kunstschule von Vienne.
Mit der Zeit führte er seine Nachforschungen über das antike Vienna als systematische archäologische Bestandesaufnahme weiter. Er machte genaue Skizzen der antiken Bauwerke, stellte die Lage der ehemaligen römischen Stadtmauer fest und schuf aufgrund von Vermessungsarbeiten einen ersten historisch-topographischen Stadtplan von Vienna. Um bessere Befunde zu erhalten, schritt er sogar zu Ausgrabungen, besonders im Bereich des römischen Theaters, das seinerzeit völlig in Vergessenheit geraten war.
Inspiriert vom Altertumsforscher Jean-François Séguier in Nîmes, dem 1758 die Lesung der verlorenen Inschrift am Tempel der Maison Carrée gelungen war, untersuchte Pierre Schneyder die Spuren der Inschrift an der Fassade des ähnlich gut erhaltenen antiken Augustus- und Liviatempels von Vienne; seine Interpretation dieser allerdings weniger gut identifizierbaren Inschrift bildet die Grundlage für die archäologische Erforschung des Monuments.
Während seiner Nachforschungen und wohl auch auf den Baustellen in der Stadt und ihrer Umgebung stellte Pierre Schneyder zahlreiche Fragmente antiker Bauwerke und andere Bodenfunde sicher, und mit der Zeit schuf er eine reiche Altertümersammlung. Zunächst fanden die Gegenstände Aufstellung in Räumen der Schule, die schon früh als Archäologiemuseum von Vienne bekannt wurden. Die Stadt stellte Schneyder als Konservator dieses Museums an. Seit 1809 kamen die größeren Objekte aus dem archäologischen Museum in die während der Revolution desakralisierte Kirche St-Pierre, die als gut erhaltene antike Hallenkirche des 5. Jahrhunderts den passenden Rahmen für die wertvollen römischen Überreste darstellt. Die Funktion des Ausstellungsraums als Lapidarium hat sich seit der Gründung unter Peter Schneyder nicht wesentlich verändert.
Die Tätigkeit des deutsch-französischen Archäologen fand auch die Unterstützung des Präfekten des Departements Isère Gabriel Ricard de Séalt, der die geplante Publikation der archäologischen Zeichnungen förderte; die Veröffentlichung kam allerdings wegen des Todes Pierre Schneyders am 20. Januar 1814 nicht zustande. Den Konvolut archäologischer Zeichnungen übergab die Stadt Vienne der Stadtbibliothek. Schneyders Nachfolger als Museumsleiter war der Maler Étienne Rey.

## Schriften
- Notice du Musée d’antiquités de la ville de Vienne. Vve Labbé, Vienne 1809.